# 1960年夏季奥林匹克运动会巴拿马代表团
1960年夏季奥林匹克运动会巴拿马代表团是巴拿马派出的1960年夏季奥林匹克运动会代表团。